# Russ Ballard (album 1984)
Russ Ballard è il sesto album del cantante rock inglese Russ Ballard, pubblicato dalla EMI su vinile (catalogo EJ 24 01331) e CD (catalogo CDP 538, 777 7 91663 2) nel 1984.
| Recensione | Giudizio |
| ---------- | -------- |
| AllMusic   | [ 1 ]    |

## Voices
La versione singolo ha durata 4:13.
Il brano è presente nella colonna sonora della prima stagione del telefilm Miami Vice e precisamente nella seconda parte dell'episodio (il 5°) intitolato Il ritorno di Calderone. Curiosamente, la canzone In the Night, proveniente dallo stesso album Russ Ballard, è stata inserita nella prima parte dell'episodio (il 4°).
- Voices: video musicale ufficiale, su YouTube. URL consultato l'11 gennaio 2014.

## Tracce
Testi e musiche di Russell Glyn Ballard.
Lato A
1. I Can't Hear You No More – 5:49
2. In the Night – 4:08
3. Two Silhouettes – 4:18
4. Voices – 5:33

Lato B
1. A Woman Like You – 4:24
2. Day to Day – 3:53
3. Playing with Fire – 5:07
4. The Last Time – 5:22

## Staff artistico
- Russ Ballard - voce, chitarra
- Simon Phillips - batteria
- Mo Foster - basso
- Greg Sanders - tastiere